# ひぐちりんたろう
ひぐち りんたろうは、日本の漫画家。福岡県福岡市出身。

## 著作
- 林成之　（『体感!思考力の鍛え方　仕事に負けない＜勝負脳＞』から引用）

JIPMソリューション。ISBN 978-4-88956-357-3
```
　第1章　マンガでわかる＜勝負脳＞
```

- （『現場が主役のTPM』から引用）JIPMソリューション、2010年。 ISBN 978-4-88956-345-0

　　Chapter1　マンガで読む設備へのこだわり。
- 『真実の営業マン　宮崎真太郎』晩聲社、電子書籍コミックチャンス、2011年。
- 図説　MFCA（マテリアルフローコスト会計）－マテリアル・エネルギーのロスを見える化する ISO14051。イラスト。JIPMソリューション、2011年。 ISBN 978-4-88956-395-5
- フェイスブック　川崎汽船("K"Line)新卒採用 ～Kの意志×就活生、ここから始まるstory～、2012年～2014年。[出典]https://www.facebook.com/kline.saiyo/app/200361493429418/
- 『CB☆通信（カビー☆つうしん）』日本ハムファイターズイベント情報冊子　「鎌☆スタ 愛の劇場～やるんじゃなかった」作：ＤＪチャス　画：ひぐちりんたろう。[出典]https://ameblo.jp/buson-blog/entry-12164096487.html